# St Fergus
St Fergus, schottisch-gälisch: Peit Fhearghais ist ein Dorf in der schottischen Council Area Aberdeenshire in der ehemaligen Committee Area Buchan. Es ist etwa fünf Kilometer nordnordwestlich von Peterhead und 17 km südsüdöstlich von Fraserburgh in der traditionellen schottischen Grafschaft Banffshire gelegen. Im Jahre 2011 verzeichnete St Fergus 742 Einwohner. Namenspatron ist der Heilige Fergus, der an dieser Stelle eine Basilika errichten ließ.
Im Jahre 1977 wurde bei St Fergus ein Gasterminal für das Gasfeld Frigg errichtet. St Fergus ist durch die A90 an das Verkehrsnetz angeschlossen.